# Cognomen
Een cognomen (Latijn: [kɔŋˈnoːmɛn]; van co- "samen met" en (g)nomen "naam") is een onderdeel van de traditionele naam van een Romeins burger, zoals vastgelegd in de richtlijnen op het gebied van namen in het oude Rome.
Het cognomen was de derde naam van een Romein en volgde traditioneel op het praenomen en het nomen gentile. Het cognomen verwees soms naar een karaktertrek of een uiterlijke eigenschap: zo had Quintus Horatius het cognomen Flaccus ("hangoor"). In sommige gevallen werden cognomina doorgegeven, zoals bij Marcus Tullius Cicero: een van diens voorvaderen had een erwtvormige wrat (cicer = erwt) op het gezicht.
Een speciaal cognomen, het agnomen, was de vierde naam en had betrekking op iets wat de drager ervan in zijn leven had gedaan, bijvoorbeeld Macedonicus, "de veroveraar van Macedonië".
Cognome is in de moderne Italiaanse taal het woord voor achternaam.